# Lana Lane

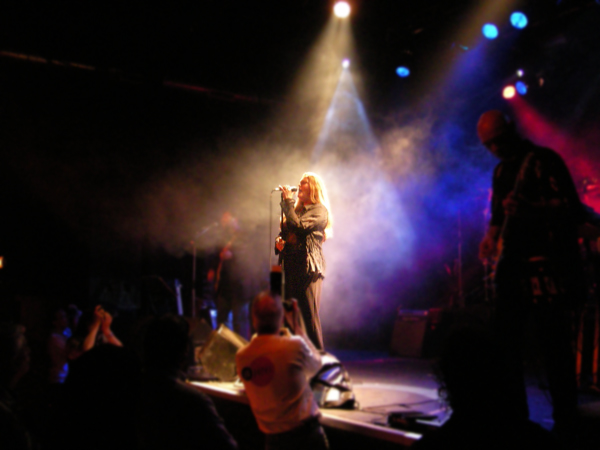
Lana Lane 2007

Lana Lane (* im 20. Jahrhundert in Concord, Kalifornien) ist eine US-amerikanische Rocksängerin aus Santa Rosa, Kalifornien. Sie ist in der nach ihr benannten Band tätig und trägt in der Gruppe Rocket Scientists zum Hintergrundgesang bei. Außerdem beherrscht sie Gitarre und Piano. Lana Lane singt auch als Gast bei Ambeon, Ayreon und auf den Soloalben ihres Ehemannes, des Musikers und Produzenten Erik Norlander, der auch ihre Alben produziert. Das Paar besitzt eine eigene Plattenfirma namens Think Tank Media in Woodland Hills (Los Angeles).

## Leben
Lana wuchs in einer sehr musikalischen Familie auf, mit Rockmusik und Big-Band-Swing, und so begann sie gleich nach der Highschool damit, in Bands zu singen. Zur Förderung ihrer Karriere zog sie in den späten 1980er Jahren nach Los Angeles um, wo sie ihrem späteren Ehemann begegnete.
Die ersten Alben von Lana Lane hatten vor allem in Japan Erfolg. Erst mit dem dritten konnte sie sich auch anderswo etablieren, zunächst in Europa. Der Stil der Musik wechselt von Album zu Album. Meistens dominieren von Lana selbst geschriebene ruhige Rock- oder Powerballaden. Sehr häufig werden Coverversionen bekannter Titel dargeboten, auf den Alben Cover Collection (2003) und Gemini (2006) sind sogar ausschließlich Interpretationen bekannter Titel enthalten. In den letzten Jahren ist der Stil allgemein etwas härter geworden und hat sich in Richtung Symphonic Rock, Symphonic Metal und Progressive Metal entwickelt.

## Die Band
- Lana Lane – Gesang
- Erik Norlander – Tasteninstrumente

weitere zeitweilige Mitglieder
- John Payne – Gesang
- Kelly Keeling – Gesang
- Gregg Bissonette – Schlagzeug
- Vinny Appice – Schlagzeug
- Chris Quirarte – Schlagzeug
- Ernst Van Ee – Schlagzeug
- Peer Verschuren – Gitarre
- Neil Citron – Gitarre
- Mark McCrite – Gitarre, Gesang
- Don Schiff – NS/Stick, Bass
- Tony Franklin – Bass
- Kristoffer Gildenlöw – Bass

## Veröffentlichungen
- 1995: Love is an Illusion
- 1996: Curious Goods
- 1998: Garden of the Moon (Angular Records)
- 1998: Live in Japan
- 1998: Ballad Collection
- 1999: Queen of the Ocean
- 1999: The Best of Lana Lane 1995–1999
- 2000: Secrets of Astrology
- 2000: Ballad Collection II
- 2002: Project Shangri-La
- 2003: Covers Collection
- 2003: Winter Sessions
- 2004: Return to Japan
- 2004: Storybook: Tales from Europe and Japan, DVD
- 2005: Lady Macbeth
- 2006: 10th Anniversary Concert, DVD/CD-Set
- 2006: Gemini
- 2007: Red Planet Boulevard
- 2008: The Best of Lana Lane 2000–2008
- 2012: El Dorado Hotel
- 2022: Neptune Blue